# Schwarzsee (Tyrolen, Klapfbach)
Schwarzsee är en sjö i Österrike.   Den ligger i förbundslandet Tyrolen, i den centrala delen av landet, 300 km väster om huvudstaden Wien. Schwarzsee ligger 2 455 meter över havet. Den högsta punkten i närheten är Riepenspitze, 2 774 meter över havet, söder om Schwarzsee.
Trakten runt Schwarzsee består i huvudsak av gräsmarker. Runt Schwarzsee är det ganska glesbefolkat, med 26 invånare per kvadratkilometer.